# Liverpool Wanderers Football Club
El Liverpool Wanderers Football Club fue un club de fútbol de Chile, con sede en la comuna de Recoleta, en la ciudad de Santiago. Fue fundado el 25 de septiembre de 1907 y disputó el Campeonato Pioneros de Recoleta hasta su desaparición en 2021, esto tras la muerte de su propietario, señor Guillermo Oyanedel.
El club fue constituido por la fusión de dos equipos de la ciudad de Santiago en 1926: el «Liverpool Football Club» —fundado el 25 de septiembre de 1907— y el «Wanderers Football Club» —fundado el 2 de octubre de 1907—, habiéndose adoptado como fecha de fundación la del primer club, al ser la más antigua.

## Historia

### Liverpool Football Club

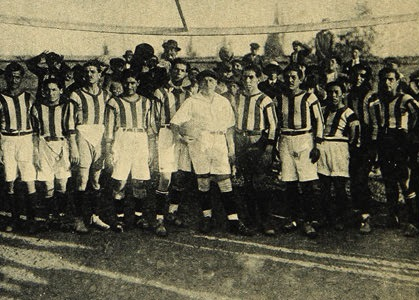
Liverpool F. C. de Santiago en 1923.

El club fue fundado en Recoleta el 25 de septiembre de 1907 por un grupo de jóvenes de adeptos al fútbol bajo el nombre de Río de la Plata Football Club. Meses más tarde, cambió su nombre por el de Liverpool Football Club. Entre los miembros fundadores de la institución se encontraban Pedro Pacheco, Andrés Norambuena, Rafael Valle, Eugenio Briceño, Enrique González, Manuel Menrares, los hermanos Madariaga y Carlos Espejo.
Primero fue inscrito en la Asociación Obrera de Football, luego en la Liga Nacional y finalmente, en el año 1916, en la Asociación de Football de Santiago (AFS). En esta última, en 1917, su segundo equipo ganó la Copa Independencia, mientras que su tercer equipo ganó la Copa Excelsior. Pero su mayor logro fue la Copa Unión "A", título alcanzado en 1919, en empate con Arco Iris y Gimnástico.
Hacia 1926, el club contaba con más de un centenar de asociados, teniendo cuatro equipos inscritos en la Asociación de Football de Santiago.

### Wanderers Football Club
El Wanderers Football Club fue fundado en Santiago el 2 de octubre de 1907, por alumnos del Instituto de Humanidades Luis Campino.
Inscrito en la Asociación de Football de Santiago, en 1921 su primer equipo se adjudicó la Copa Caupolicán, mientras que el segundo equipo se adjudicó la Copa Luis A. Poblete.

### La fusión
A fines de 1926, Liverpool F. C. y Wanderers F. C. celebraron un pacto de fusión, de manera que dieron paso al Liverpool Wanderers Football Club, el cual conservó como fecha de fundación la del primer club. Liverpool Wanderers se mantuvo afiliado a la Liga Central de Football de Santiago (LCF), denominación que adoptó la Asociación de Football de Santiago tras la unificación del fútbol chileno, en la cual logró ganar el título del torneo de la Serie B de la Primera División de 1927, con 12 puntos en total, mientras que en el torneo de la Serie A de la Primera División de 1928 alcanzó el subcampeonato, detrás de Unión Deportiva Española.
En la última temporada antes del inicio del profesionalismo en Chile, Liverpool Wanderers se ubicó en la octava posición de la División de Honor, descendiendo de este modo a la Primera División de la Asociación de Football de Santiago. 
El club se adjudicó diversos torneos, algunos de carácter amistoso, entre estos, el Trofeo Btaglia, la Copa Arco Iris, la Copa Small Star, la Copa Caupolicán, la Copa Semanita, la Copa Walter Muller, la Copa Eugenio Briceño  y la Copa Ricardo Fernández. Y entre los futbolistas más destacados que pasaron por la institución es posible mencionar a Desiderio Gamboa, Federico Palma, Francisco Madariaga, Guillermo Subiabre, Óscar González, Luis Ponce, Guillermo Torres, Jorge Ramírez y los hermanos Jaime y Guillermo Germain.

## Otras secciones y filiales

### Liverpool Wanderers Football Club Infantil
Fue fundado el 19 de julio de 1916, bajo el nombre de El Peneca Infantil, cuyos integrantes trabajaban en la revista El Peneca. Dos años más tarde, la colectividad cambió su nombre por el de Wanderers, denominación que posteriormente sufrió otra modificación: Liverpool Wanderers Infantil, luego de la fusión entre el Liverpool Football Club y el Wanderers Football Club.

#### Palmarés
- Tercera División A de la Liga Infantil de Santiago (3): 1925,[13] 1926,[13][14] 1927.[13]
- Campeonato Pioneros de Recoleta (1): 2017.
- Trofeo Guillermo Cruz (1)
- Trofeo Semanita (1)
- Subcampeón del Campeonato Pioneros de Recoleta (1): 2015.[15]

## Palmarés

### Palmarés del Liverpool Football Club

#### Títulos locales
- Copa de Honor de la Liga Nacional Obrera de Football (1): 1913, 1915.[1]
- Copa Unión de la Primera División de la Asociación de Football de Santiago (1): Serie A 1919.[nota 2]
- Copa Independencia de la Segunda División de la Asociación de Football de Santiago (1): Serie A 1917.[6]
- Copa Excelsior de la Tercera División de la Asociación de Football de Santiago (1): 1917.[6]
- Subcampeón de la Copa Unión de la Primera División de la Asociación de Football de Santiago (1): Serie A 1918.[16]
- Subcampeón de la Copa Ulises Álvarez de la Segunda División de la Asociación de Football de Santiago (1): 1923.[17]

#### Títulos amistosos
- Copa Barbaglia (1): 1915.[1]
- Copa Small Star (1)[1]
- Copa Arco Iris (1)[1]
- Copa Semanita (1)
- Copa Walter Muller (1)
- Copa Eugenio Briceño (1)
- Copa Ricardo Fernández (1)

### Palmarés del Wanderers Football Club

#### Títulos locales
- Copa Caupolicán de la Primera División de la Asociación de Football de Santiago (1): 1921.[1][11][12]
- Copa Luis A. Poblete de la Segunda División de la Asociación de Football de Santiago (1): 1921.[11][12]
- Subcampeón de la Copa Luis A. Poblete de la Segunda División de la Asociación de Football de Santiago (1): 1922.[18]

### Palmarés del Liverpool Wanderers Football Club

#### Títulos locales
- Primera División de la Liga Central de Football de Santiago (1): Serie B 1927.
- Copa Unión de la Asociación de Football de Santiago (1): 1939.[19]
- Tercera División de la Copa Chile de la Asociación de Football de Santiago (1): 1945.[20]
- Subcampeón de la Primera División de la Liga Central de Football de Santiago (1): Serie A 1928.
- Subcampeón de la División de Honor de la Sección Amateur de la Asociación de Football de Santiago (1): 1934.[21]
- Subcampeón de la Copa Unión de la Asociación de Football de Santiago (1): 1945.

#### Títulos regionales
- Campeonato Provincial de Fútbol Amateur de Santiago (1): 1936.
- Subcampeón del Campeonato Provincial de Fútbol Amateur de Santiago (1): 1937.